# ニコラウス・ロドカナキス
ニコラウス・ロドカナキス（Nikolaus Rhodokanakis, 1876年4月8日、アレクサンドリア - 1945年12月30日、グラーツ）は、ギリシア系オーストリア人の東洋学者。

## 経歴
1876年、エジプトアレクサンドリア 生まれ。ウィーン大学で南アラビア文明を専門に学び、セム語を専攻し、1904年に私講師となった。
1903年と1904年にオスマン帝国とエジプトに逗留し、コンスタンティノープル大学とカイロ大学で南アラビア語を学んだ。

## 主要著書
多くの著作のうち以下をとくに挙げる：
- Die äthiopischen Handschriften der k. k. Hofbibliothek zu Wien, Vienna, In Kommission bei A. Hölder, 1906.
- Der volgärarabische dialekt im Dofâr (Zfâr), Vienna, A. Hölder, 1908-1911.
- Studien zur Lexicographie u. Grammatik des Altsüdarabischen, Vienna, 1931.
- Die Inschriften an der Mauervon Koḥlān-Timnaʿ, Vienna, Akademie der Wissenschaften in Wien, Philosophische-historische Klasse, Sitzungsberichte, 200 Band, 2. Abhandlung.